# افس دميم
أفس دميم هو موقع ذكر في الكتاب المقدس أن كان تابع لمملكة يهوذا وقام الفلستيون باحتلالها، ووقعت فيها المعركة الشهيرة بين داود و جليات.